# Stazione di Airole (1914)
La stazione di Airole era una stazione ferroviaria, posta sulla linea Cuneo-Ventimiglia, al servizio del comune omonimo.
Dalla riattivazione della linea nel 1979, l'impianto è utilizzato come posto di movimento, denominato "P.M. km 11+959" mentre per il servizio viaggiatori venne inaugurata una nuova fermata.

## Storia
La stazione venne attivata il 16 maggio 1914, quale capolinea nord della linea che da Ventimiglia avrebbe dovuto ricongiungersi con Cuneo attraverso il territorio francese.
Dal 1928, anno di apertura della tratta francese Tenda-Airole, l'impianto perse parte della sua importanza quale località di interscambio fra i servizi ferroviari e le diligenze; per tale ragione il fabbricato viaggiatori, di dimensioni significative e ancora esistente, risultò sottoutilizzato.
L'impianto venne definitivamente chiuso al servizio viaggiatori nel 1944 in conseguenza degli eventi bellici che portarono all'interruzione della ferrovia Cuneo-Ventimiglia.
Riattivata la linea nel 1979, la stazione venne trasformata in posto di movimento (progressiva chilometrica 11+959), mentre per il servizio viaggiatori fu inaugurata una fermata, posta 586 metri ad est dalla precedente in direzione Ventimiglia, più vicina al centro abitato. In occasione della riapertura si installarono nella stazione gli impianti ACEI all'interno dell'ufficio movimento presente nel fabbricato viaggiatori.

## Strutture e impianti
La stazione disponeva di un fabbricato viaggiatori e di una banchina a servizio del primo binario. A seguito della riapertura della linea tale binario venne reso tronco ed è ora utilizzato per il ricovero di treni lavoro per la manutenzione della linea. Vi sono inoltre altri due binari sprovvisti di banchina utilizzati per il traffico della linea.
L'impianto era costituito inoltre da uno scalo merci, non più utilizzato, dotato di un magazzino con annesso piano caricatore e di un tronchino, non più presente.

## Movimento
Dal 1979 la stazione non è più servita dal traffico passeggeri e da allora si operano soltanto servizi di manovra dei convogli.

## Servizi
La stazione disponeva di:
- Biglietteria a sportello
- Sala d'attesa